# Индијанола (Илиноис)
Индијанола (енгл. Indianola) град је у америчкој савезној држави Илиноис.

## Демографија
По попису из 2010. године број становника је 276, што је 69 (33,3%) становника више него 2000. године.
| Група             | 2000.       | 2010.       |
| Белци             | 204 (98,6%) | 271 (98,2%) |
| Афроамериканци    | 1 (0,5%)    | 0 (0,0%)    |
| Азијати           | 1 (0,5%)    | 0 (0,0%)    |
| Хиспаноамериканци | 0 (0,0%)    | 4 (1,4%)    |
| Укупно            | 207         | 276         |